# アダマールテスト
アダマールテスト（Hadamard test）とは、ユニタリ行列Uの固有値を推定する計算過程集合である。

## 計算過程
まず、第1ビットは{\displaystyle \left|0\right\rangle }に初期化し、第1ビットにアダマールゲートをかけると、
{\displaystyle {\frac {1}{\sqrt {2}}}\left(\left|0\right\rangle +\left|1\right\rangle \right)\otimes \left|\psi \right\rangle }となる。
また、第2ビット以降には、状態{\displaystyle \left|\psi \right\rangle }を入力する。
次に、、全体に制御ユニタリ演算を作用させる。この演算は、{\displaystyle \left|1\right\rangle }のみにユニタリ行列Uを作用させる演算である。
したがって、{\displaystyle {\frac {1}{\sqrt {2}}}\left(\left|0\right\rangle \otimes \left|\psi \right\rangle +\left|1\right\rangle \otimes U\left|\psi \right\rangle \right)}となる。
ここで、ユニタリ行列の固有値をeiλと表す。
最後に、再び第1量子ビットにアダマールゲートをかけると、1/2{(1+eiλ){\displaystyle \left|0\right\rangle } +(1-eiλ){\displaystyle \left|1\right\rangle }}となる。